# ONF (ban nhạc)
ONF (tiếng Hàn: 온앤오프) là một nhóm nhạc thần tượng Hàn Quốc dưới sự quản lý của công ty WM Entertainment vào năm 2017. Nhóm bao gồm 6 thành viên bao gồm: Hyojin, E-Tion, J-Us, Wyatt, MK and U.Tuy nhiên, Laun rời nhóm vào ngày 23/8/2019. ONF ra mắt vào ngày 3/8/2017 với mini-album ON/OFF

## Lịch sử hoạt động

### Trước khi debut
Trước khi gia nhập WM Entertainment, U từng là thực tập sinh của JYP Entertainment. MK từng thực tập tại Starship Entertainment. Năm 2015, MK tham gia chương trình truyền hình thực tế sống còn giữa Mnet và Starship Entertainment's No.Mercy nhưng bị loại. Trong buổi biểu diễn giới thiệu đầu tiên của nhóm, Laun chia sẻ rằng anh từng có thời gian thực tập tại Big Hit Entertainment và từng thực tập cùng BTS.
Các thành viên J-Us, Laun và Wyatt đã xuất hiện trong bộ phim truyền hình mini của B1A4 VCR "The Class", và E-Tion và Wyatt xuất hiện trong một VCR B1A4 khác có tên là "Feeling". J-Us và Wyatt đã được giới thiệu là những vũ công trong phiên bản tiếng Hàn của bộ phim truyền hình web 'Lost:Time:Life'.
Vào ngày 25 tháng 5 năm 2017, tất cả các thành viên của WM Boys đã tham dự IDOLCON (아이돌) và biểu diễn "Original", một ca khúc B-side từ album đầu tay của họ sắp được phát hành.

### 2017: Ra mắt với ON/OFF, tham gia Mixnine
Nhóm đã phát hành ca khúc đầu tay "ON/OFF" vào ngày 2 tháng 8 năm 2017. Ngày hôm sau, nhóm đã tổ chức buổi ra mắt tại M Countdown. Các thành viên chia thành 2 nhóm nhỏ, nhóm ON và OFF. Hyojin là người lãnh đạo nhóm ON bao gồm E-Tion và MK. J-Us lãnh đạo nhóm OFF bao gồm Wyatt và U. Laun là một phần của cả hai đội.
Vào ngày 5 tháng 11, nhóm tham gia chương trình sinh tồn Mix Nine và tất cả đều vượt qua buổi thử giọng. Vào ngày 28 tháng 10, Hyojin được tiết lộ là center nam đầu tiên cho nhiệm vụ bài hát chủ đề của Mix Nine: Just Dance. Trong trận chung kết trực tiếp vào ngày 26 tháng 1 năm 2018, Hyojin đứng thứ hai và Laun đứng thứ bảy chung cuộc. Chín thí sinh nam đứng đầu của Mix Nine sẽ được ra mắt vào cuối năm đó, nhưng do các công ty riêng lẻ không thể thành lập thỏa thuận nên dự án đã bị hủy bỏ.

### 2018:You Complete Me, ra mắt ở Nhật, comeback ở Nhật.
Vào ngày 7 tháng 6 năm 2018, ONF đã phát hành EP thứ hai của họ, You Complete Me, với tổng cộng sáu bài hát bao gồm cả đĩa đơn "Complete".
Vào ngày 15 tháng 6, ONF đã ký hợp đồng với công ty Nhật Bản Victor Entertainment để ra mắt chính thức tại Nhật Bản vào tháng 8.
Họ chính thức ra mắt tại Nhật Bản vào ngày 1 tháng 8 với đĩa đơn đầu tay "ON/OFF (Phiên bản tiếng Nhật)". Video âm nhạc cho đĩa đơn đầu tay của họ được phát hành vào ngày 3 tháng 7. Họ cũng đã tổ chức buổi giới thiệu đầu tiên tại Nhật Bản tại Minavi BLITZ Asaka của Tokyo vào ngày 31 tháng 7.
Vào ngày 7 tháng 9, ONF đã phát hành video âm nhạc cho đĩa đơn tiếng Nhật thứ hai "Complete (Japanese Ver.)". CD đầy đủ của họ, bao gồm thêm hai bài hát tiếng Nhật, được phát hành vào ngày 26 tháng 9.

### 2019:We Must Love, Chuyến lưu diễn ở Châu Á, Laun rời nhóm,Go Live.
Vào ngày 7 tháng 2, ONF đã phát hành EP thứ ba của họ "We Must Love" bao gồm năm bài hát với ca khúc chủ đề "We Must Love".
Nhóm công bố một tour lưu diễn tại châu Á cùng tên năm 2019, hướng tới Hồng Kông, Singapore và Đài Bắc vào mùa xuân, tuy nhiên điểm dừng tại Singapore của họ đã bị hủy bỏ.
Vào ngày 27 tháng 6, WM Entertainment thông báo rằng Laun đã được chọn vào vai Yeon Joo Hyuk trong bộ phim truyền hình web tVN D STORY "Chubby Romance 2" (통통한 2), vai diễn diễn xuất chuyên nghiệp đầu tiên của anh.
ONF đã thực hiện chủ đề chính cho sê-ri "So Pretty" (죽겠다), được phát hành vào ngày 14 tháng 7.
Vào ngày 23 tháng 8, WM Entertainment đã đưa ra tuyên bố chính thức rằng Laun sẽ rời ONF và chấm dứt hợp đồng với công ty vì lý do cá nhân.
Vào ngày 7 tháng 10, ONF đã phát hành EP thứ tư của họ "Go Live". EP chứa năm bài hát, bao gồm cả bài hát "Why".

### 2020:Road to Kingdom
Ngày 20 tháng 3, ONF được thông báo sẽ tham gia chương trình sống còn của kênh M-net: Road to Kingdom.

## Thành viên
| Thành viên hiện tại | Thành viên hiện tại | Thành viên hiện tại | Thành viên hiện tại | Thành viên hiện tại       | Thành viên hiện tại | Thành viên hiện tại           | Thành viên hiện tại      | Thành viên hiện tại |
| Nghệ danh           | Nghệ danh           | Tên khai sinh       | Tên khai sinh       | Tên khai sinh             | Tên khai sinh       | Ngày sinh                     | Nơi sinh                 | Quốc tịch           |
| Latinh              | Hangul              | Latinh              | Hangul              | Kanji                     | Hán-Việt            | Ngày sinh                     | Nơi sinh                 | Quốc tịch           |
| ------------------- | ------------------- | ------------------- | ------------------- | ------------------------- | ------------------- | ----------------------------- | ------------------------ | ------------------- |
| Hyojin              | 효진                | Kim Hyo-jin         | 김효진              |                           | Kim Hiếu Trân       | 22 tháng 4, 1994              | Seoul, Hàn Quốc          | Hàn Quốc            |
| E-Tion              | 이션                | Lee Chang-yoon      | 이창윤              | Lý Xương Doãn             | 24 tháng 12, 1994   | Jeonju, Hàn Quốc              |                          | Hàn Quốc            |
| J-Us                | 제이어스            | Lee Seung-joon      | 이승준              | Lý Thăng Tuấn             | 13 tháng 1, 1995    | Seoul, Hàn Quốc               |                          | Hàn Quốc            |
| Wyatt               | 와이엇              | Shim Jae-young      | 심재영              | Tâm Thái Anh              | 23 tháng 1, 1995    | Seoul, Hàn Quốc               |                          | Hàn Quốc            |
| MK                  | 엠케이              | Park Min-kyun       | 박민균              | Phác Mẫn Quyên            | 16 tháng 11, 1995   | Anyang, Gyeonggi-do, Hàn Quốc |                          | Hàn Quốc            |
| U                   | 유                  | Mizuguchi Yuto      | —                   | 水口裕斗 (みずぐちゆうと) | Thủy Khẩu Dụ Đẩu    | 16 tháng 3, 1999              | Osaka, Nhật Bản          | Nhật Bản            |
| Thành viên cũ       |                     |                     |                     |                           |                     |                               |                          |                     |
| Laun                | 라운                | Kim Min-seok        | 김민석              | —                         | Kim Mẫn Thạc        | 12 tháng 8, 1999              | Chungcheongnam, Hàn Quốc | Hàn Quốc            |

## Discography

### Extended plays
| Title                                                                        | Album details                                                                                  | Peak chart positions | Peak chart positions | Sales                      |
| Title                                                                        | Album details                                                                                  | KOR                  | JPN                  | Sales                      |
| ---------------------------------------------------------------------------- | ---------------------------------------------------------------------------------------------- | -------------------- | -------------------- | -------------------------- |
| ON/OFF                                                                       | - Released: ngày 2 tháng 8 năm 2017 - Label: WM Entertainment - Formats: CD, digital download  | 9                    | —                    | - KOR: 11,798              |
| You Complete Me                                                              | - Released: ngày 7 tháng 6 năm 2018 - Label: WM Entertainment - Formats: CD, digital download  | 8                    | —                    | - KOR: 21,496              |
| We Must Love                                                                 | - Released: ngày 7 tháng 2 năm 2019 - Label: WM Entertainment - Formats: CD, digital download  | 5                    | —                    | - KOR: 17,452              |
| Go Live                                                                      | - Released: ngày 7 tháng 10 năm 2019 - Label: WM Entertainment - Formats: CD, digital download | 8                    | 38                   | - KOR: 20,089 - JPN: 1,566 |
| "—" denotes releases that did not chart or were not released in that region. |                                                                                                |                      |                      |                            |

### Singles
| Title                                                                        | Year   | Peak chart positions | Peak chart positions | Sales        | Album             |
| Title                                                                        | Year   | KOR                  | JPN                  | Sales        | Album             |
| Korean                                                                       | Korean | Korean               | Korean               | Korean       | Korean            |
| ---------------------------------------------------------------------------- | ------ | -------------------- | -------------------- | ------------ | ----------------- |
| "ON/OFF"                                                                     | 2017   | —                    | —                    | —            | ON/OFF            |
| "Complete (널 만난 순간)"                                                    | 2018   | —                    | —                    | —            | You Complete Me   |
| "We Must Love"                                                               | 2019   | —                    | —                    | —            | We Must Love      |
| "Why"                                                                        | 2019   | —                    | —                    | —            | Go Live           |
| Japanese                                                                     |        |                      |                      |              |                   |
| "ON/OFF"                                                                     | 2018   | —                    | 20                   | - JPN: 5,213 | Non-album singles |
| "Complete"                                                                   | 2018   | —                    | 17                   | - JPN: 4,807 | Non-album singles |
| "—" denotes releases that did not chart or were not released in that region. |        |                      |                      |              |                   |

### Soundtrack appearances
| Năm  | Tên                                    | Album                                   |
| ---- | -------------------------------------- | --------------------------------------- |
| 2018 | „No Control“                           | Shinbi Apartment: Birth of Ghost Ball X |
| 2018 | "Your Day" (축제)                      | Let's Eat 3 OST                         |
| 2019 | ‘‘Pretty“ (예뻐죽겠다)                 | Chubby Romance 2 OST Part.1             |
| 2020 | " Not A Sad Song" (이별 노래가 아니야) | Love Revolution (연애혁명) OST Part.1   |